# Plagiostachys elegans
Plagiostachys elegans är en enhjärtbladig växtart som beskrevs av Henry Nicholas Ridley. Plagiostachys elegans ingår i släktet Plagiostachys och familjen Zingiberaceae. Inga underarter finns listade i Catalogue of Life.